# Damascenerrosor
Damascenerrosor består dels av sommar- och höstdamascenerrosor. Sommardamascenerna tros ha sitt ursprung i en spontan hybrid mellan provinsros (Rosa gallica) och fenicierros (Rosa phoenicia). Höstdamascenerna tros ha uppstått av en korsning mellan provinsros (Rosa gallica) och myskros (Rosa moschata). Sommardamascenerna blommar endast på försommaren medan höstdamascenerna remonterar och därmed blommar både på försommaren och på sensommaren eller hösten. Damascenerrosorna är kända för sin fina doft och de används tillverkning av rosenolja och parfym.

## Historia
Hundrabladiga rosor, som sannolikt syftade på damascenerrosor beskrevs på 300-talet f.Kr. av naturforskaren Theofrastos, och troligen även av Herodotos på 400-talet f.Kr. när han berättar om kung Midas trädgårdar. Vergilius beskrev ca 50 år f Kr två gånger blommande rosor och Plinius d ä beskriver det samma runt 100 år senare. Man tror här att det var höstdamascenerrosor som Vergilius och Plinius d ä beskrev. Efter romartiden glömdes rosorna bort, men började odlas igen på 1200-talet i distriktet Champagne av Robert de Brie för att senare spridas vidare över Europa.
Höstdamascenerrosor hade sin mest populära period under mitten av 1800-talet då över 100 sorter fanns i odling. Numera är endast ett fåtal bevarade.

## Växtsätt
Damascenerrosorna bildar 1–2 m höga buskar med ett öppet växtsätt, med böjda och hängande grenar. Blommorna sitter i små klasar och skiftar i rosenrött, rosa eller vitt och doftar starkt. Bladen är grågröna och ludna på undersidan.

## Höstdamascener - sorter
- 'Autumn Damask'
- 'Quatre Saisons Blanc Mousseux'
- 'Rose de Quatre Saisons'
- 'Rose de Rescht'

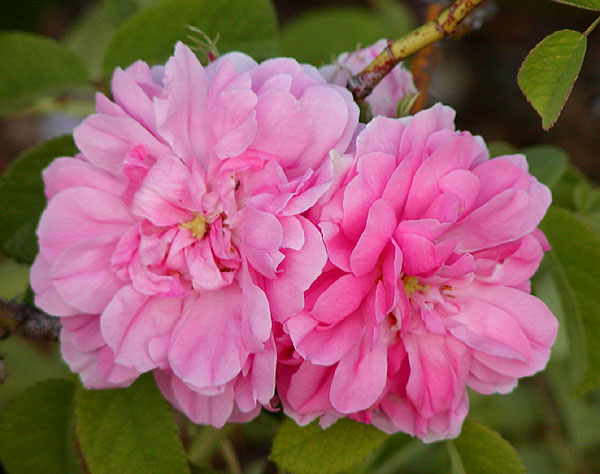
Quatre saisons
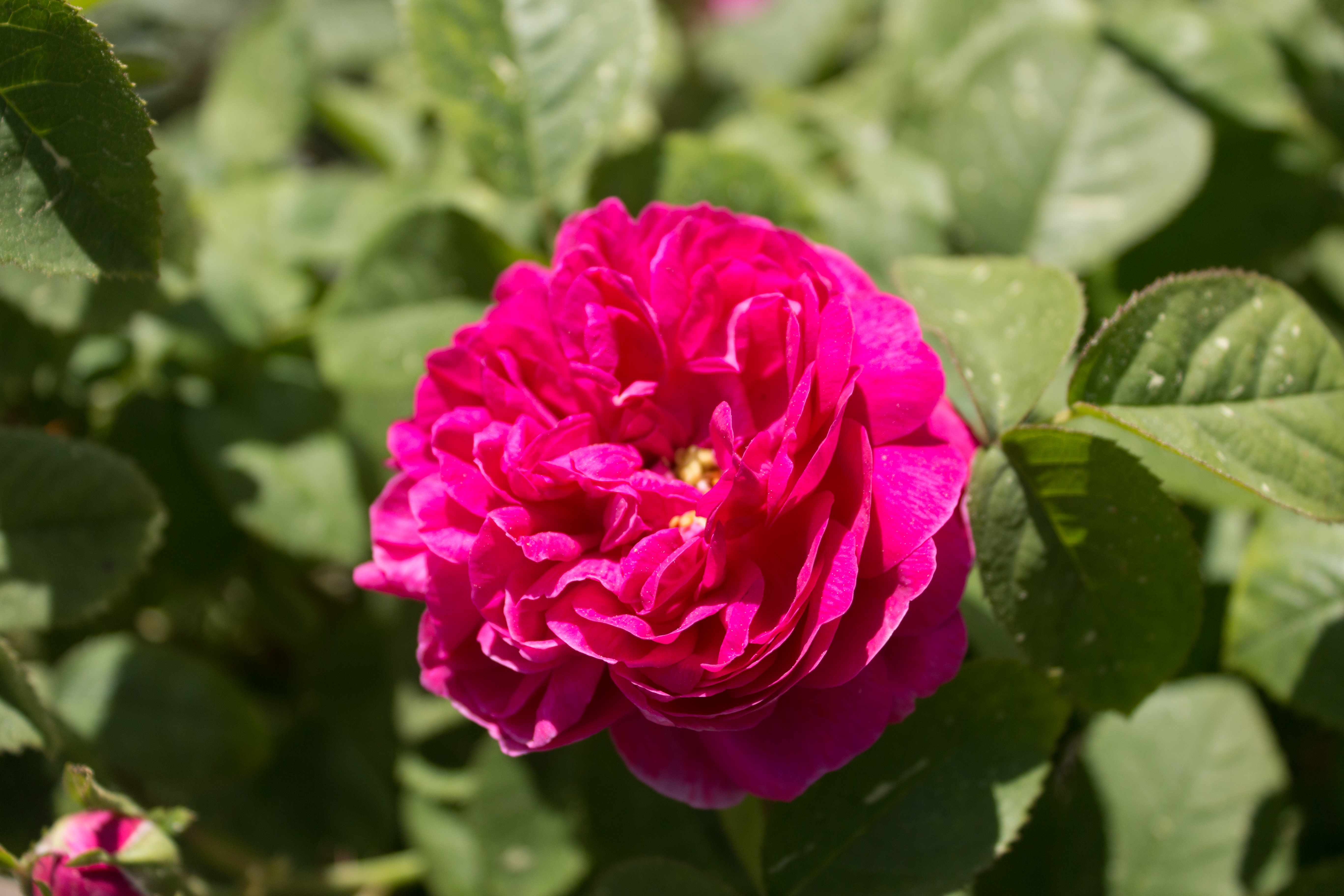
Rose de Rescht

## Sommardamascener - sorter

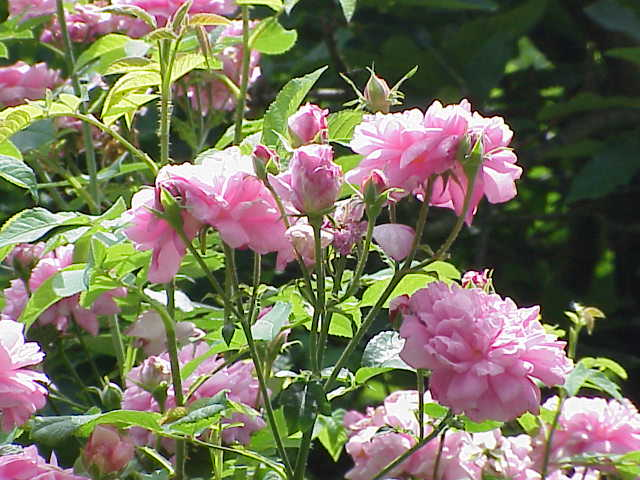
'Ispahan'
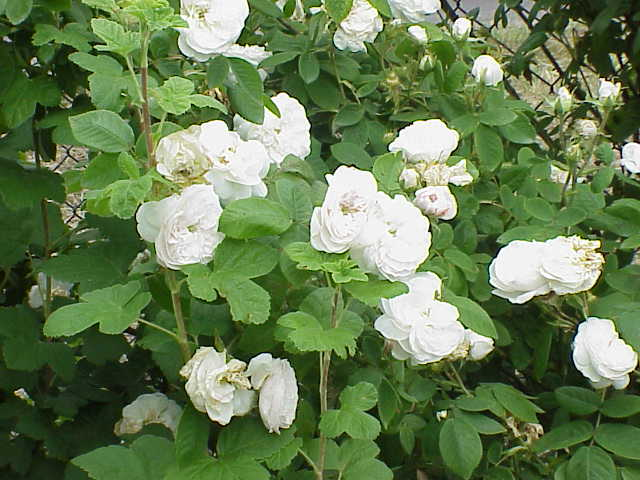
'Madame Hardy'
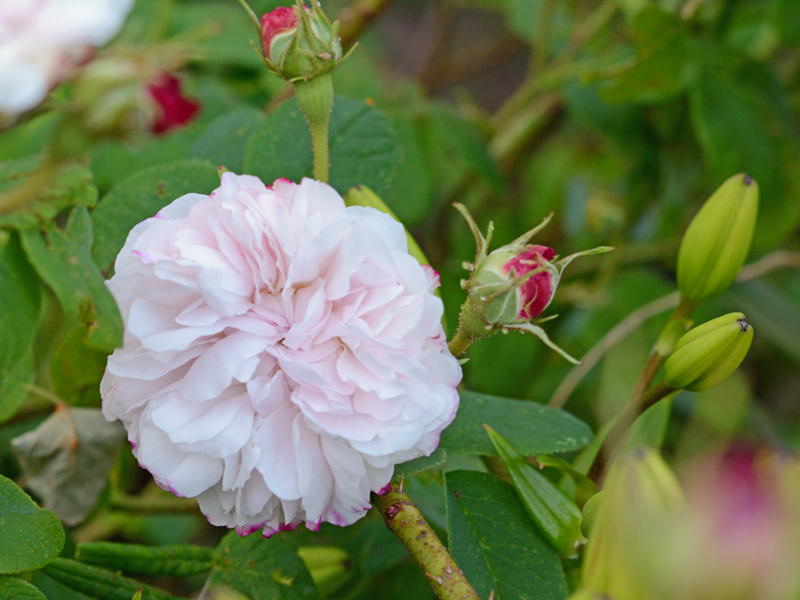
'Leda'
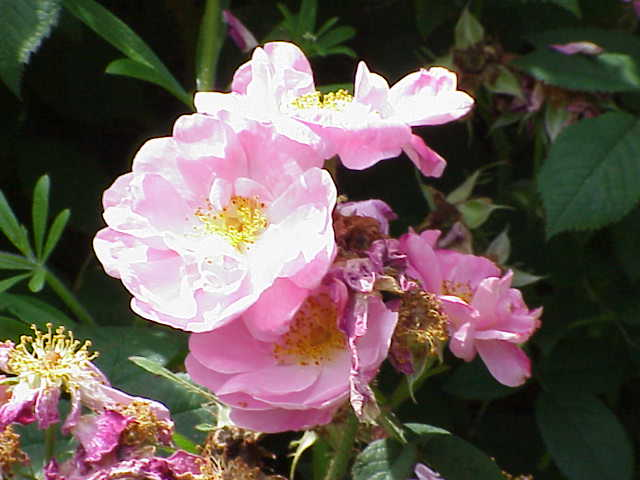
'St. Nicholas'

- 'Blush Damask' (Ca 1832)
- 'Botzaris' (Cochet 1856)
- 'Celsiana' (Cels 1840)
- 'Duc de Cambridge' (ca 1800)
- 'Gloire de Guilan' (Lindsay 1949)
- 'Hebe's Lip' (Paul 1912)
- 'Ispahan' (1832)
- 'Trigintipela' (Kazanlikrosen)
- 'La Ville de Bruxelles' (Vibert 1849)
- 'Leda'
- 'Marie Louise' (Malmaison 1813)
- 'Mme Hardy' (Hardy 1832)
- 'Mme Zöetmans' (Marest 1830)
- 'Omar Khayyám' (1893)
- 'Pink Leda'
- 'Rose d'Hivers'
- 'St Nicholas' (Hilling 1950)
- 'York and Lancaster' (Monardes 1551)

- 'Ispahan'
- 'Madame Hardy'
- 'Leda'
- 'St. Nicholas'